# Kento Kato
Kento Kato (加藤 健人 Kato Kento?), född 24 september 1995 i Okayama prefektur, är en japansk fotbollsspelare.
Kato började sin karriär 2014 i Fagiano Okayama. Efter Fagiano Okayama spelade han för Ococias Kyoto FC och Thespakusatsu Gunma.